# نادي الجلاء (سوريا)
نادي الجلاء الرياضي هو نادي متعدد الرياضات مقره مدينة حلب السورية. يشتهر بلعبتي كرة القدم وكرة السلة. تأسس النادي عام 1949. يلعب فريق كرة القدم حاليًا في دوري الدرجة الثالثة السوري على ملعب السابع من نيسان في حلب.